# 유럽 환경청

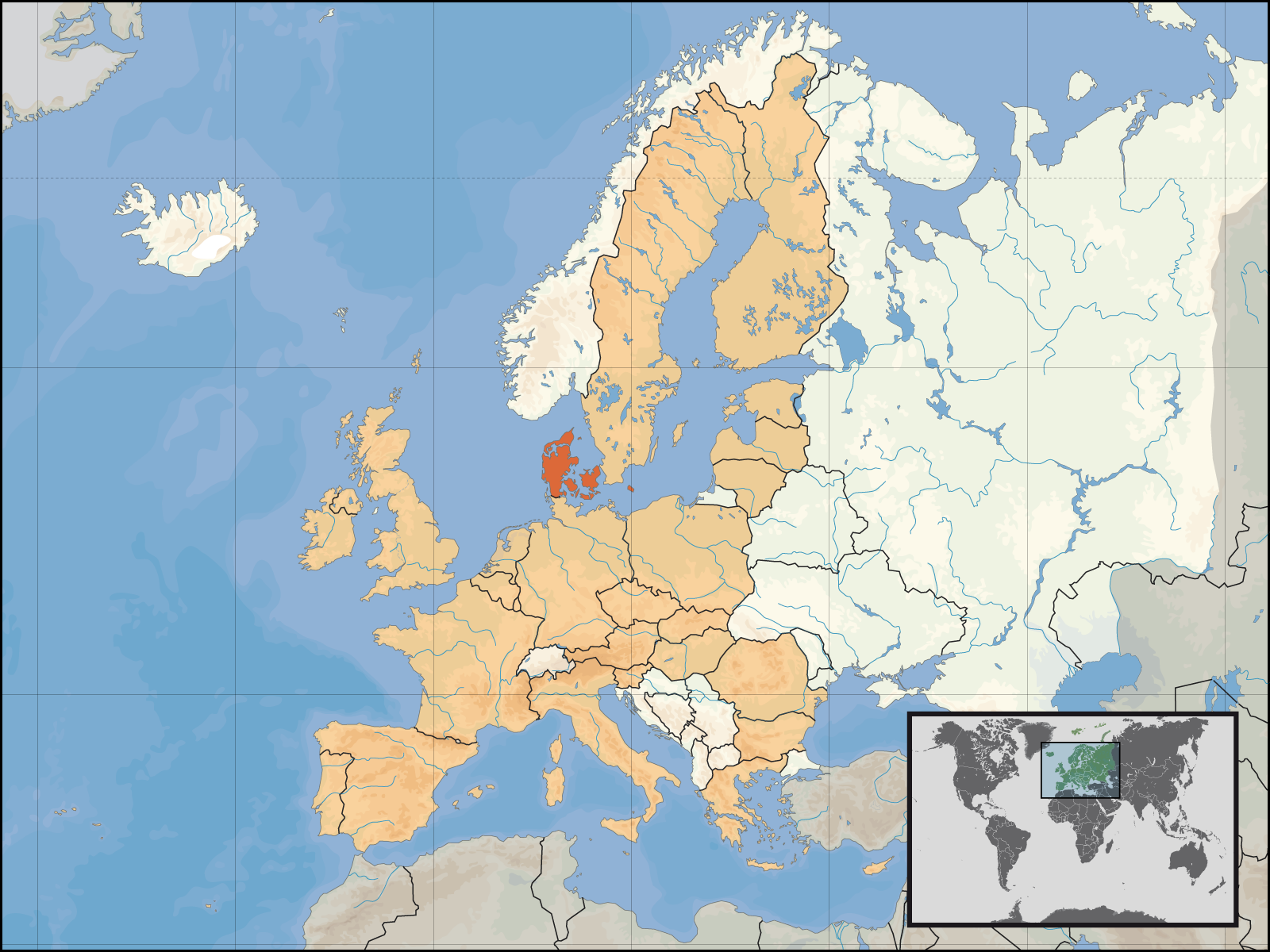
덴마크 코펜하겐에 유럽 환경청이 있다.

유럽 환경청(European Environment Agency, EEA)은 유럽 환경을 감시하기 위한 감시망을 구축하는 유럽 연합의 기관이다. EEC Regulation 1210/1990이 설립하여 EEC Regulation 933/1999에 의해 수정되어, 1994년부터 정상 운영하고 있다. 유럽 환경청의 운영은 구성국 정부의 대표와 유럽 위원회의 대표 1명, 유럽 의회가 임명한 2명의 과학자로 구성되는 관리 임원회가 맡고, 과학자인 임원의 보좌를 받는다.
이 단체의 본부는 덴마크의 코펜하겐에 위치해 있다.
유럽 연합의 행정 기관으로서 EU 가입국은 자동으로 참가하지만 EEC Regulation에 따르면 유럽 연합에 가입하지 않은 국가도 그 나라와 유럽 공동체가 합의할 경우 참가를 허용하고 있다.
유럽 연합의 행정 기관으로 2004년의 유럽 연합의 확대 이전 13개 가입 후보국에 그 참가 자격을 준 예는 처음이다.

## 구성국
2007년 2월 기준으로 32개의 구성국이 있다
- 27개의 유럽 연합의 회원국
- 3개의 유럽 경제 지역 회원국: 아이슬란드, 노르웨이, 리히텐슈타인
- 1개의 후보 국가: 터키
- 스위스 (2006년 4월 1일 이후)

## 같이 보기
- 시민과학